# 조공근 묘 및 신도비
조공근 묘 및 신도비는 대한민국 경기도 양평군 양평읍 도곡리에 있다. 1986년 5월 30일 양평군의 향토유적 제2호로 지정되었다.

## 개요
묘는 정부인 풍천임씨와 합장묘로, 서남향을 정면으로 하고 있다. 봉분주위에는 호석이 돌려져 있으며, 묘 앞 좌우에는 2기의 묘비와 함께 망주석과 문인석이 배치되어 있다. 묘비는 좌측의 것이 원래의 것이며 우측의 것은 1963년에 개수한 것이다. 신도비는 숙종 16년(1690)에 건립되었으며 전면상단에 소옹선생신도비명(梳翁先生神道碑銘)이 횡서(橫書)로 전각(篆刻)되어 있고, 제액(題額)은 유명조선국가의대부동지중추부사겸오위도총부도총관소옹조공신도비명 서(有明朝鮮國嘉義大夫同知中樞府事兼五衛都摠府都摠管梳翁趙公神道碑銘 書)라 음각되어 있다.

## 같이 보기
- 조공근

1. ↑  “조공근 묘 및 신도비”. 2025년 1월 20일에 확인함.